# Aleksandr Golitsyn
Aleksandr Nikolajevitj Golitsyn, född 1773, död 1844, var en rysk furste.
Golitsyn var Alexander I:s vän, Heliga synodens  överprokurator 1803-1810, kyrko- och undervisningsminister 1817-1824 samt initiativtagare till ryska bibelsällskapet.